# Srebrna Krila
Silver Wings of in het Kroatisch Srebrna Krila is een Kroatische band.
In 1988 wonnen ze Jugovizija en mochten zo namens Joegoslavië naar het Eurovisiesongfestival met het lied Mangup, ze werden er 6de.
Na de onafhankelijkheid van Kroatië nam de groep (wel onder andere bezetting) nog deel aan de Kroatische voorronde, Dora maar slaagde er niet in deze te winnen.
1961: Ljiljana Petrović · 
1962: Lola Novaković · 
1963: Vice Vukov · 
1964: Sabahudin Kurt · 
1965: Vice Vukov · 
1966: Berta Ambrož · 
1967: Lado Leskovar · 
1968: Luciano Kapurso & Hamo Hajdarhodžić · 
1969: Ivan & 3M · 
1970: Eva Sršen · 
1971: Krunoslav Slabinac · 
1972: Tereza · 
1973: Zdravko Čolić · 
1974: Korni · 
1975: Pepel in Kri · 
1976: Ambasadori · 
1981: Seid Memić-Vajta · 
1982: Aska · 
1983: Danijel Popović · 
1984: Vlado & Izolda · 
1986: Doris Dragović · 
1987: Novi Fosili · 
1988: Srebrna Krila · 
1989: Riva · 
1990: Tajči · 
1991: Bebi Dol · 
1992: Extra Nena